# Jelše pri Otočcu
Jelše pri Otočcu je naselje u slovenskoj Općini Novom Mestu. Jelše pri Otočcu se nalazi u pokrajini Dolenjskoj i statističkoj regiji Jugoistočnoj Sloveniji. 

## Stanovništvo
Prema popisu stanovništva iz 2002. godine naselje je imalo 53 stanovnika.